# Zhou Xingsi
Zhou Xingsi (chinesisch 周興嗣, * 469 in Xiang 項, China; † 521) war Hofgelehrter am Hofe von Kaiser Wu (464–549). Der Tausend-Zeichen-Klassikers wird ihm zugeschrieben. 

## Leben
Er kam laut dem Buch der Liang-Dynastie im Jahr 469 im Ort Xiang 項 im Kaiserreich China zur Welt (Shenqui, Provinz Henan). Im Alter von dreizehn Jahren reiste er zur weiteren Bildung 300 km südöstlich in die Hauptstadt Jiankang (Nanjing, Provinz Jiangsu), die damals noch unter der Herrschaft der Qi-Dynastie (479–502) stand, und widmete sich dort dem Studium der Literatur.
Über die Bekanntschaft mit dem Gouverneur von Wuxing 吳興 wurde er zum Assistent der Bezirksverwaltung. Als er anlässlich der Gründung der Liang-Dynastie eine "Rhapsodie auf den Frieden" einreichte, war der neue Kaiser Wu so beeindruckt, dass er ihn in das Gefolge seines jüngeren Bruders Xiao Xiu 蕭秀 (475–518) aufnehmen ließ. Nach einer weiteren literarischen Meisterleistung gewann er die Wertschätzung des Kaisers und wurde an den Kaiserhof befördert, wo er Minister für Literatur und Bildung wurde.
Um das Jahr 510 wurde er vom Kaiser damit beauftragt, den Tausend-Zeichen-Klassiker zu schreiben.
Im Jahre 514 wurde er Palastmeister, wodurch er sich frei durch den Palast bewegen konnte.